# Calathella columbiana
Calathella columbiana är en svampart som beskrevs av Agerer 1983. Calathella columbiana ingår i släktet Calathella och familjen Marasmiaceae.   Inga underarter finns listade i Catalogue of Life.